# Buffalo (Unternehmen)
K.K. Buffalo (jap. 株式会社バッファロー, Kabushiki-gaisha Baffarō, engl. Buffalo Inc.) ist ein japanisches Unternehmen, welches sich auf das Angebot rund um Datenspeicher-, Netzwerk- und Arbeitsspeicherkomponenten spezialisiert hat. In Deutschland ist das Unternehmen mit seiner Tochter Buffalo Technology Deutschland vertreten.
Besonders am japanischen Markt ist Buffalo einer der Marktführer im Bereich der W-LAN-Produkte. Ein besonders in Europa bekanntes Produkt ist der Netzwerkspeicher (NAS) mit dem Namen Linkstation.

## Geschichte
Das Unternehmen wurde am 1. Mai 1975 von Makoto Maki (牧 誠) als Audiozubehörhersteller Melco (メルコ, Meruko) gegründet und nahm am 5. August 1978 die Gesellschaftsform einer Kabushiki-gaisha an. Der Wechsel zur Herstellung von Computerperipherie erfolgte im Juli 1981 mit dem PROM-Schreiber RPP-01. Im Juli 1986 wurden die Verkaufsstellen Melshop als eigenständiges Unternehmen K.K. Melshop (株式会社メルショップ) ausgegliedert. Im Dezember 1989 wurde die erste Auslandstochter Buffalo Products, Inc. in Oregon gegründet. September 1990 folgte die Ausgliederung der Logistik als K.K. Buffalo Butsuryū (株式会社バッファロー物流). Im August 1995 erfolgte die Listung der Aktien in der 2. Abteilung („mittelgroße Unternehmen“) der Tokioter Börse und im September des darauffolgenden Jahres der Aufstieg in die 1. Abteilung („große Unternehmen“).
Im Juli 1996 wurde die K.K. Melco Techno School (株式会社メルコテクノスクール) zum Durchführen von Schulungen bzgl. der Computerherstellung und im August 1999 die K.K. Melco Finance (株式会社メルコファイナンス) für den Handel mit Wertpapieren gegründet. Im Januar 1998 wurde die TechWorks (Delaware), Inc. (heute: Buffalo Technology (U.S.A.), Inc.) zur Tochter und im Dezember erfolgte der Erwerb der TechWorks (UK) Limited (heute: Buffalo Technology UK Limited) und der TechWorks (Ireland) Limited, welche heute nicht mehr existiert. Im März 2003 erfolgte die Gründung der K.K. Buffalo Lease (株式会社バッファローリース) zum Leasing von Breitbandgeräten. Im Oktober firmierte das Unternehmen von K.K. Melco in die heutige K.K. Buffalo um. Gleichzeitig erfolgte die Gründung einer Holdinggesellschaft namens K.K. Melco Holdings (株式会社メルコホールディングス) unter deren Dach nun die K.K. Buffalo und alle Töchter operieren. Im August 2004 wurde die K.K. Melco Finance wieder in die K.K. Buffalo eingegliedert. Im Jahre 2008 wurden Assembling und die gesamte Logistik in die Niederlande verlegt. In diesem Zuge wurde die irische Tochterfirma geschlossen und in den Niederlanden wurde Buffalo EU B.V. unter der Melco Holding neu gegründet. Nach mehreren Umzügen über Dänemark, Irland und in die Niederlande liquidierte Buffalo sein Europa-Geschäft im Jahr 2021. 2020 übernahm Satoshi Inaba die Führung in Europa und zum März/April 2021 wurde die Geschäftstätigkeit eingestellt, die Webseiten sind immer noch abrufbar, aber enthalten nicht die aktuelle Produkte.

## Weblinks

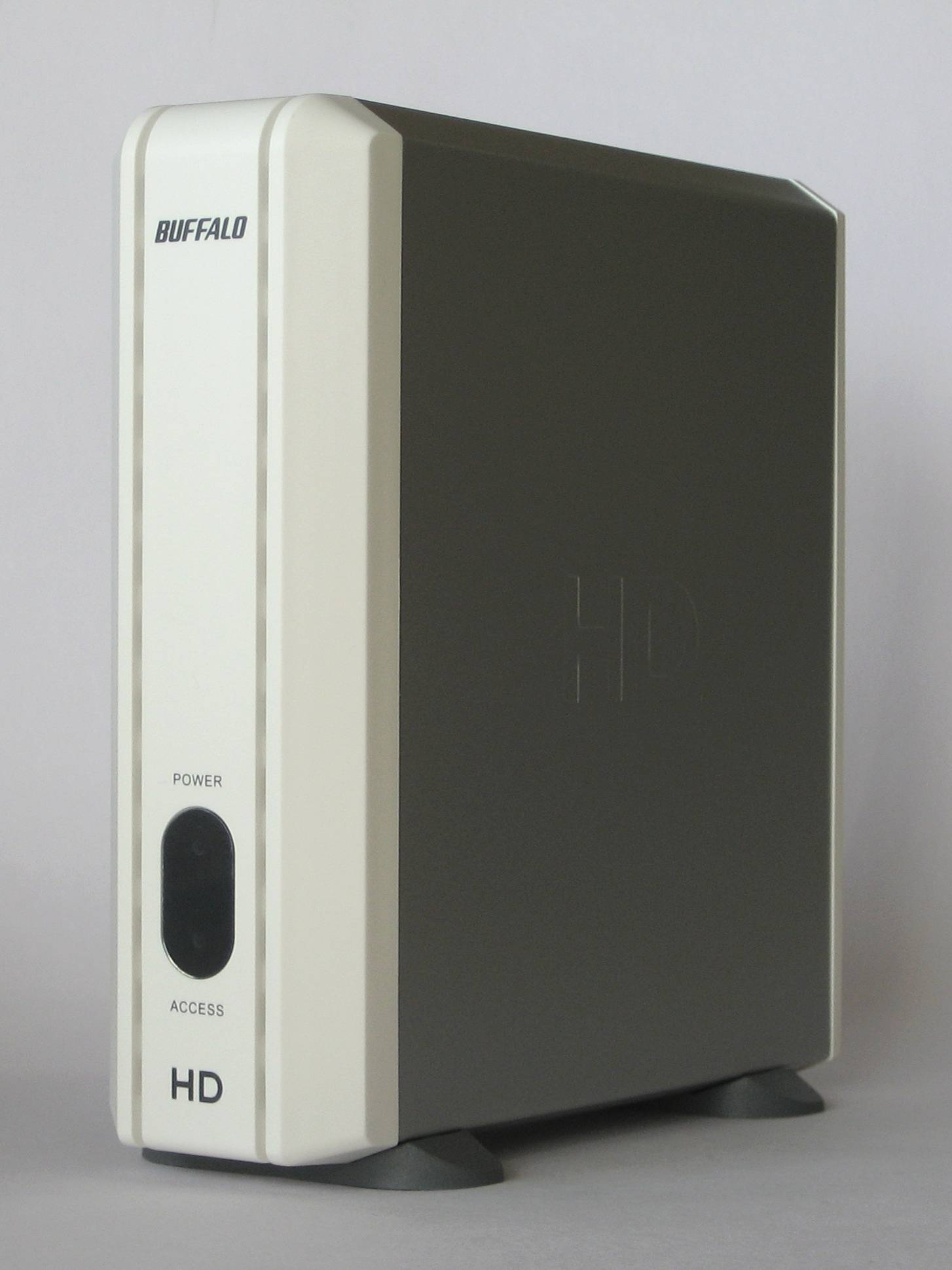
Buffalo USB-Festplatte